# Justicia vittata
Justicia vittata är en akantusväxtart som beskrevs av Hallier f.. Justicia vittata ingår i släktet Justicia och familjen akantusväxter. Inga underarter finns listade i Catalogue of Life.